# Comte de Rochefort
 (août 2014).
Si vous disposez d'ouvrages ou d'articles de référence ou si vous connaissez des sites web de qualité traitant du thème abordé ici, merci de compléter l'article en donnant les références utiles à sa vérifiabilité et en les liant à la section « Notes et références ».

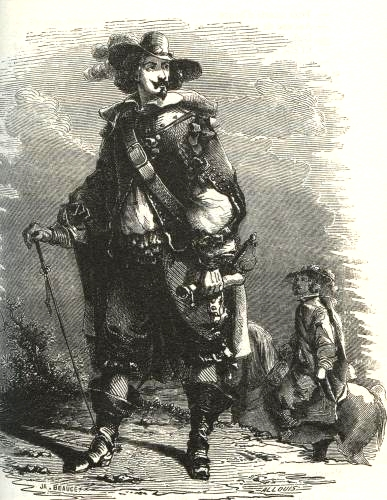
Le comte de Rochefort, illustration de Jean-Adolphe Beaucé.

Le comte de Rochefort est un personnage de fiction, tenant un rôle secondaire dans les romans d'Alexandre Dumas, Les Trois Mousquetaires et Vingt ans après.
Le comte de Rochefort apparaît initialement en 1688 dans un roman de Gatien de Courtilz de Sandras, Mémoires de M. le comte de Rochefort. Alexandre Dumas, qui avait utilisé un autre roman de Courtilz de Sandras, Mémoires de M. D'Artagnan, comme source des Trois Mousquetaires, fait apparaître Rochefort dans son propre roman, mais comme adversaire de d'Artagnan, lui faisant tenir le rôle attribué à un personnage nommé Rosnay dans l'ouvrage de Courtilz.

## Histoire
Le comte de Rochefort est dépeint dans Les Trois Mousquetaires comme un homme d'une quarantaine d'années, au visage marqué par une balafre. Agent du cardinal de Richelieu, il escorte Milady de Winter au début du roman. Offensant au passage D'Artagnan, il est provoqué en duel par ce dernier, mais ce duel n'a pas lieu car D'Artagnan est rossé par l'aubergiste et ses garçon. Rochefort profite de l'évanouissement de D'Artagnan pour lui voler sa lettre de recommandation pour M. de Tréville qu'il croit être un ordre de mission. Rochefort réapparaît à plusieurs reprises dans le roman : il se charge notamment d'enlever Constance Bonacieux pour le compte de Richelieu.
Plusieurs fois, D'Artagnan croise l'homme dont il ignore le nom mais sans jamais parvenir à le rattraper. C'est en le poursuivant que D'Artagnan rencontre Athos, Porthos et Aramis. Rochefort est plus tard chargé par Richelieu d'escorter à nouveau Milady de Winter. Ce n'est qu'à la toute fin du roman que D'Artagnan rencontre enfin à nouveau Rochefort. Ils se battent plusieurs fois en duel : D'Artagnan, vainqueur de chacun de leurs combats, a cependant été mûri par les épreuves subies au cours du roman. Plutôt que de se battre encore une fois avec Rochefort et de finir par le tuer, il lui propose une réconciliation, et les deux gentilshommes deviennent amis.
Rochefort réapparaît dans Vingt ans après, où il est relativement plus présent que dans Les Trois Mousquetaires : emprisonné sur ordre du cardinal Mazarin, il s'évade et prend le parti de la Fronde. À la fin du roman, il participe à l'émeute contre le retour de Mazarin : D'Artagnan, qui combat les insurgés, frappe à mort Rochefort sans le reconnaître mais obtient le pardon de ce dernier juste avant qu'il n'expire..

## Apparitions au cinéma et à la télévision
Les diverses adaptations des Trois Mousquetaires ont fréquemment développé le rôle de Rochefort pour le rendre plus important, alors qu'il est assez peu présent dans l’œuvre littéraire d'origine, bien que faisant évoluer l'intrigue à chaque apparition. Le personnage a été plusieurs fois dépeint comme un « méchant » beaucoup moins nuancé que dans le roman.
Le rôle de Rochefort est notamment interprété par :
- Ian Keith dans Les Trois Mousquetaires (1935)
- Ian Keith dans Les Trois Mousquetaires (film, 1948)
- Jean-Marc Tennberg dans Les Trois Mousquetaires (film, 1953)
- Robert Porte dans Les Trois Mousquetaires (1959)
- Guy Delorme dans Les Trois Mousquetaires (film, 1961)
- Silvano Tranquilli dans D'Artagnan (série TV, 1969-70)
- Christopher Lee dans Les Trois Mousquetaires, On l'appelait Milady et Le Retour des Mousquetaires : dans ces adaptations, Rochefort est représenté comme borgne, avec un bandeau sur l’œil. Ce détail, destiné à rendre le personnage plus inquiétant, a été repris dans plusieurs autres adaptations, comme les séries animées Les Trois Mousquetaires et Sous le signe des Mousquetaires, mais aussi dans le film de 1993 et dans celui de 2011.
- Michael Wincott dans Les Trois Mousquetaires (1993)
- Mads Mikkelsen dans Les Trois Mousquetaires (The Three Musketeers) (2011)
- Raynaldo Houy Delattre dans Les Trois Mousquetaires : D'Artagnan (film, 2023)
- Marc Warren dans la saison 2 de la série The Musketeers (2015)
- Jacques Seiler dans "Les Quatre Charlots mousquetaires" (1974) et dans la suite "À nous quatre, Cardinal !" (1974)

## Autres apparitions
- L'écrivain français Pierre Pevel a à son tour utilisé le personnage dans son cycle Les Lames du Cardinal qui se déroule en 1633 dans un univers de fantasy inspiré étroitement de celui des romans d'Alexandre Dumas.